# Luke's Speedy Club Life
Luke's Speedy Club Life  è un cortometraggio muto del 1916 prodotto e diretto da Hal Roach. Il film, una comica che ha come protagonista Harold Lloyd, è conosciuto anche con il titolo Luke and the Club Loungers.

## Trama
Luke lavora come fattorino in un elegante club.

## Produzione
Il film fu prodotto da Hal Roach per la Rolin Films.

## Distribuzione
Distribuito dalla Pathé Exchange, il film - un cortometraggio in una bobina - uscì nelle sale cinematografiche USA il 1º ottobre 1913.